# Càrcer
Càrcer (spanisch Cárcer) ist eine Gemeinde (Municipio) mit 1.806 Einwohnern (Stand: 2024) in der spanischen Provinz Valencia. Sie befindet sich in der Comarca Ribera Alta.

## Geografie
Càrcer liegt etwa 60 Kilometer südsüdwestlich von Valencia in einer Höhe von ca. 40 m am Río Júcar.

## Demografie
| 1900 | 1930 | 1950 | 1970 | 1981 | 1991 | 2001 | 2011 | 2021 |
| ---- | ---- | ---- | ---- | ---- | ---- | ---- | ---- | ---- |
| 979  | 1392 | 1955 | 2107 | 2034 | 2009 | 2018 | 2081 | 1822 |

## Sehenswürdigkeiten
- Marienkirche (Església de l’Assumpció)
- Dorf San Roque

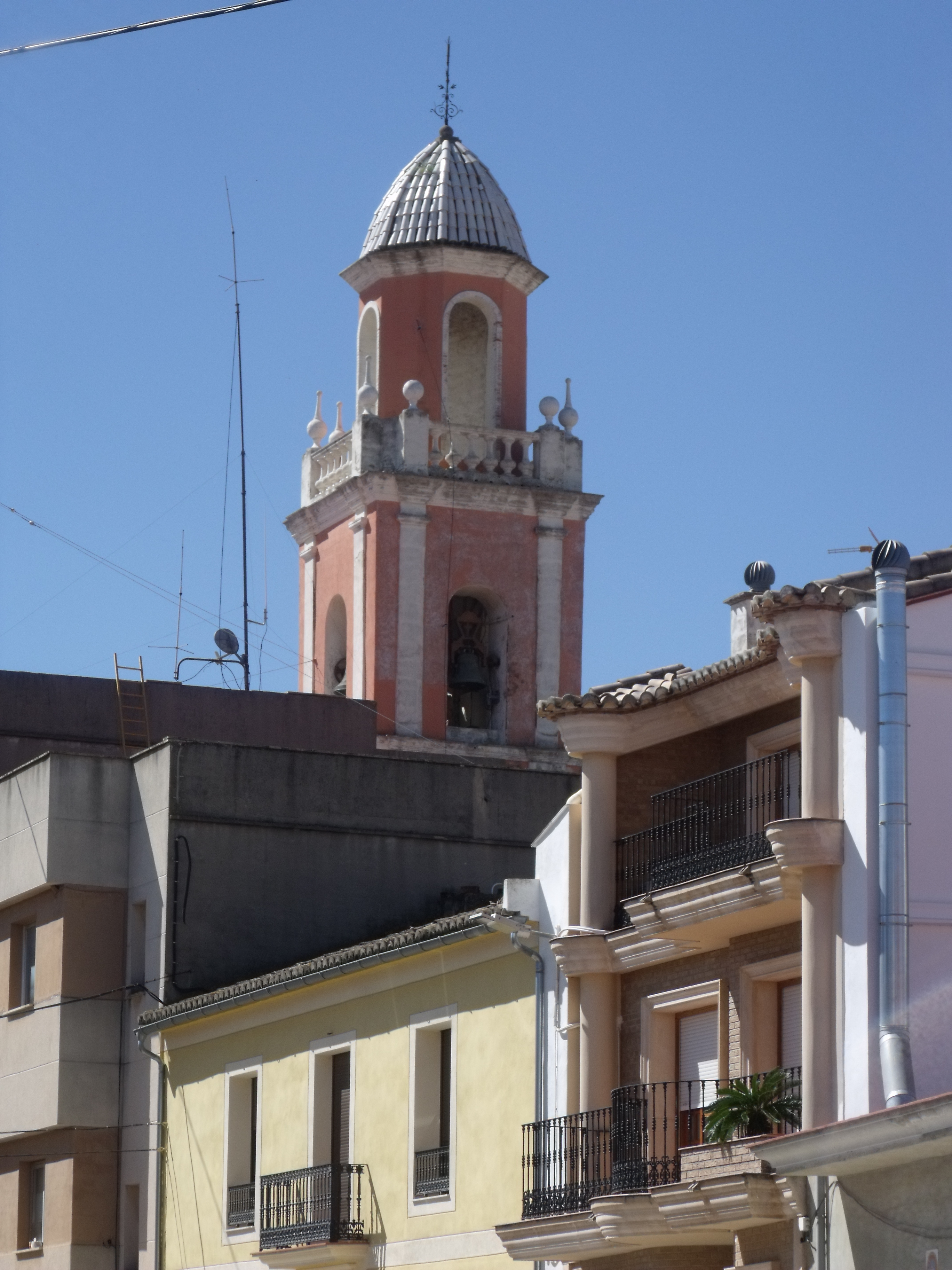
Kirche Mariä Himmelfahrt
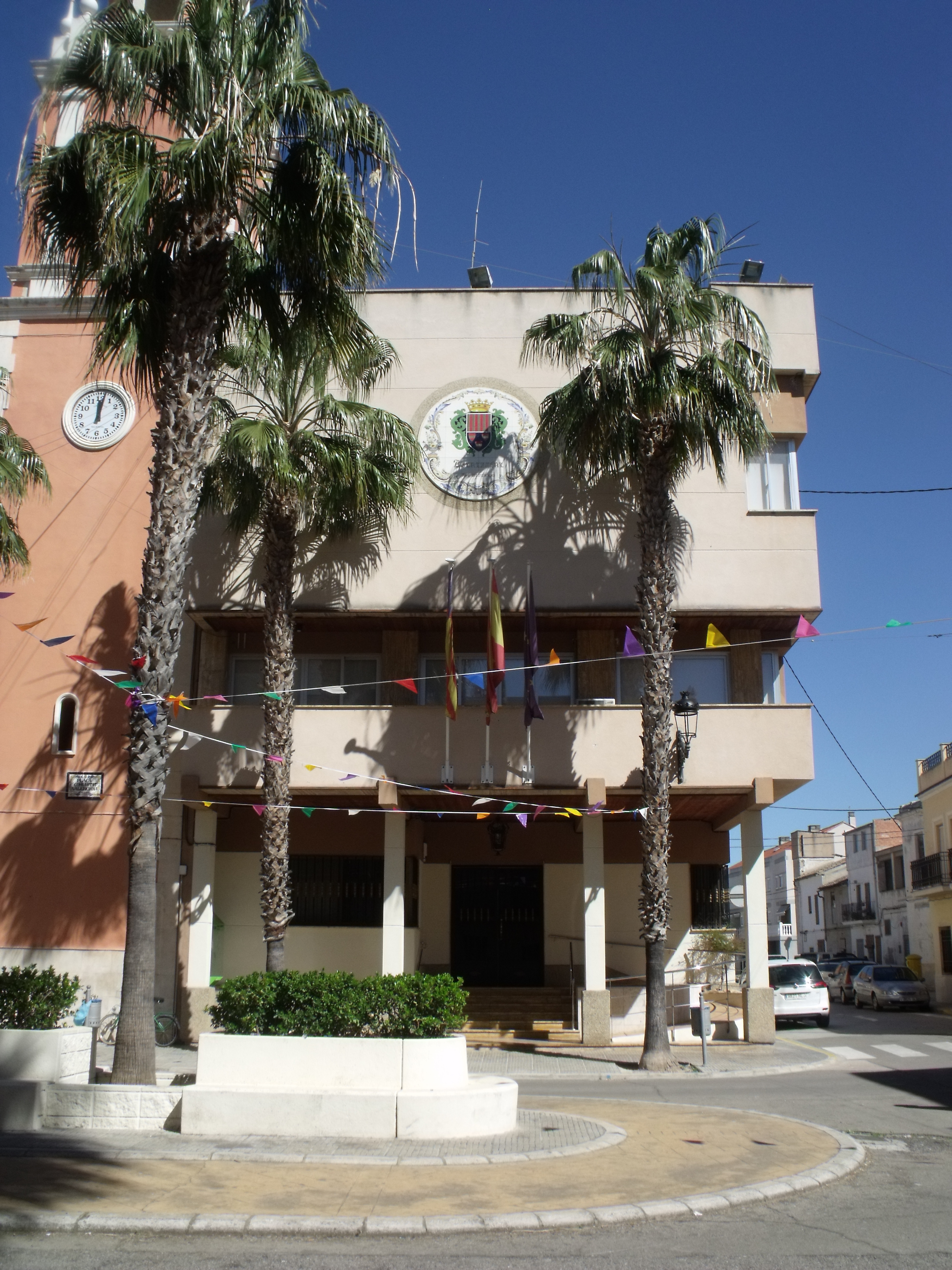
Rathaus

## Persönlichkeiten
- Joseph Gumilla (1686–1750), Jesuit